# De Dannan
De Dannan est un groupe irlandais de musique traditionnelle, originaire d'An Spidéal, dans le comté de Galway. Ses membres sont Frankie Gavin (fiddle), Alec Finn (guitare, bouzouki), Johnny « Ringo » McDonagh (bodhrán) et Charlie Piggott (banjo). Ils ont compté dans leurs rangs plusieurs chanteuses, dont Dolores Keane, Maura O'Connell et Mary Black.

## Histoire
Le groupe est formé en 1975 au Hughes's Pub d'An Spidéal, dans le comté de Galway. Le premier album du groupe est l'éponyme De Danann, produit par Dónal Lunny et enregistré aux Eamonn Andrews Studios, Dublin, en 1975 et sorti chez Polydor. Au début de l'année 1976, Keane est partie épouser le multi-instrumentiste John Faulkner, avec qui elle a ensuite enregistré trois albums de musique folk.
Pour combler le vide laissé par le départ de Keane, De Danann fait appel à Andy Irvine. Irvine n'a jamais participé à un album studio de De Danann, mais on peut l'entendre sur trois titres enregistrés avec le groupe le 30 avril 1976, lors d'un festival folk en Allemagne. Irvine quitte le groupe peu après en raison de conflits d'horaire, mais a proposé comme remplaçant Johnny Moynihan, qui participe à l'enregistrement du deuxième album du groupe, Selected Jigs Reels and Songs. Cet album comportait un solo de bodhrán par McDonagh sur Over the Bog Road, mais l'album n'a jamais été publié en CD, apparemment parce que les bandes maîtresses sont perdues. 
Du côté instrumental, Frankie Gavin et Alec Finn sont les seuls membres constants du groupe. Jackie Daly (accordéon) rejoint plus tard le groupe Patrick Street. Il est remplacé à l'accordéon en 1983 par Martin O'Connor jusqu'en 1987, Aidan Coffey jusqu'en 1995 et Derek Hickey jusqu'en 2001. La combinaison violon-accordéon-bouzouki devient synonyme du son instrumental inspirant de De Dannan. En 1988, Colm Murphy remplace Johnny McDonagh au bodhrán.
Les membres du groupe se séparent en 2003, date à laquelle le nom De Dannan est protégé par les droits d'auteur d'Alec Finn. Cela a conduit à un conflit très médiatisé avec Frankie Gavin en 2009, lorsque ce dernier a utilisé le nom pour son groupe préexistant Hibernian Rhapsody.
En 2008, le groupe original (Johnny « Ringo » McDonagh, Charlie Piggott, Dolores Keane, Frankie Gavin et Alec Finn) est commémoré sur un timbre-poste irlandais de 55 centimes. Lors de l'émission officielle, Piggott déclare : « Ayant contribué à la promotion de la musique traditionnelle irlandaise et étant un philatéliste passionné, je considère que c'est à la fois un honneur et un privilège d'être célébré sur un timbre irlandais ». 
En 2010, De Danann  [sic] enregistre Wonderwaltz, un album avec un line-up de Finn (guitare, bouzouki, guitare ténor, mandole, orgue à bouche), McDonagh (bodhrán, os), Eleanor Shanley (voix), Brian McGrath (banjo, piano, guitare ténor, mandole), Derek Hickey (accordéon) et Mick Conneely (violon, alto, sifflet), avec les musiciens invités Cian Finn (chœurs) et Trevor Hutchinson (contrebasse).

## Discographie
- 1975 : De Danann
- 1977 : Selected Jigs Reels and Songs
- 1980 : The Mist Covered Mountain
- 1981 : Star-Spangled Molly
- 1981 : Best of De Dannan
- 1981 : Song for Ireland
- 1984 : The Irish RM
- 1985 : Anthem
- 1987 : Ballroom
- 1988 : A Jacket of Batteries
- 1991 : Half Set in Harlem
- 1995 : Hibernian Rhapsody
- 1999 : How the West Was Won
- 2000 : Welcome to the Hotel Connemara
- 2010 : De Danann – Wonderwaltz